# Anita Erséus
Anita Erséus, född 4 oktober 1929 i Karlstad, är en svensk målare.  
Erséus studerade vid Signe Barths målarskola i Stockholm och har företagit studieresor i Europa och USA. Hon har ställt ut separat i bland annat Göteborg, Karlstad, Stockholm, Köpenhamn, Halmstad, Naples i Florida USA, Lundsbrunn, Arvika och på Visingsö. Hon har medverkat i samlingsutställningar på Marstrand, Göteborg, Kungälv, Huskvarna, Mölndal, Karlstad, Paris, Karlskoga och på Riksdagshuset i Stockholm.
Bland hennes offentliga arbeten märks en fondmålning i Ljurhalla missionskyrka och en fondmålning i Lagmansholms missionskyrka.
Hennes konst består av motiv i olja och akvarell i en naturlyrisk stil.
Erséus är representerad vid Värmlands läns landsting, Göteborgs och Bohus läns landsting, Karlstad kommun, Mölndal kommun, Vimmerby kommun, Göteborg stad, Essunga kommun, Stockholm stad, Statens konstråd, Hotell Birger Jarl i Stockholm och Posten i Göteborg.